# Al final de l'escapada

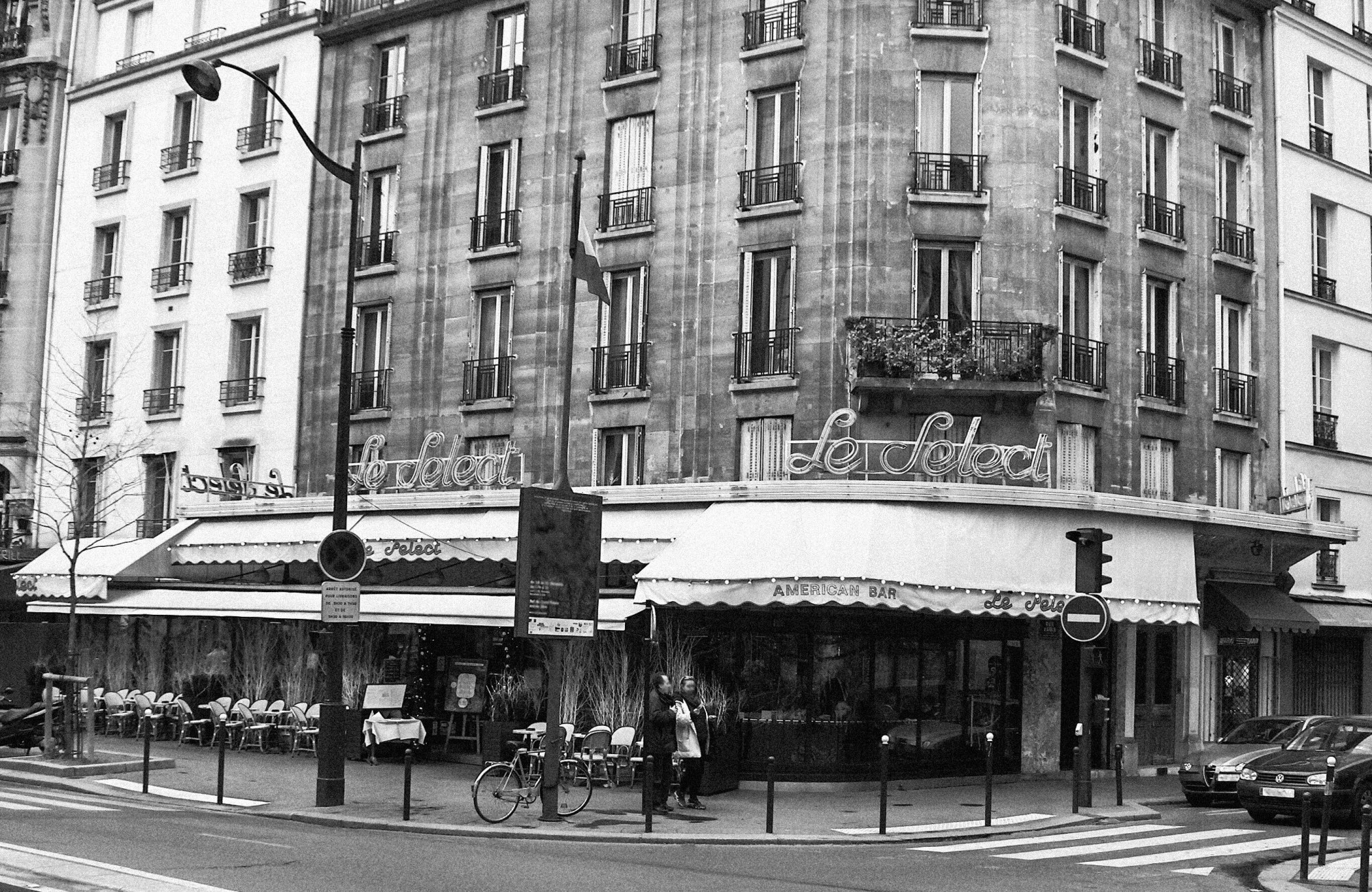
Brasserie Le Select
99, boulevard du Montparnasse

Al final de l'escapada (títol original en francès: À bout de souffle) és una pel·lícula francesa, emblemàtica de la Nouvelle vague, dirigida per Jean-Luc Godard, estrenada el 1960. Ha estat doblada al català.

## Argument
Michel Poiccard, jove insolent, roba un cotxe a Marsella per tornar a París. Però en el camí, mata un policia que el perseguia per multar-lo per una infracció.
Arribat a París, retroba la jove estudiant americana Patricia, amb la qual havia tingut una relació amorosa i havia passat algunes nits abans de baixar cap a Marsella. Ella vol estudiar a la Sorbona i, per fer una mica de diners, ven el diari International Herald Tribune a l'Avinguda dels Camps Elisis. Al llarg de la pel·lícula, Michel intentarà persuadir-la d'anar-se'n al llit de nou amb ell, i ella s'hi resistirà un cert temps afirmant que no l'estima de debò.
Michel vol anar-se'n França i cercar refugi a Roma, però la policia ja l'ha identificat com l'assassí de la N7 i la seva foto figura a tots els diaris. Patricia, interrogada per un inspector, no diu res per amor a Michel.
Michel contacta amb uns amics delinqüents per recuperar diners que li deuen. Esperant que un d'ells l'ajudi a cobrar un xec barrat, s'amaga amb Patricia a casa de l'amiga d'un amic. La vigília de la seva sortida cap a Itàlia, Patricia el denuncia a la policia per tal de forçar-lo a allunyar-se d'ella. Però Michel es nega a fugir i és abatut per un policia a la cruïlla del carrer Campagne-Première i del boulevard Raspail, «sense alè».
Abans d'expirar, estirat sobre l'asfalt, Michel diu a Patricia: 
- «És realment "dégueulasse"» (fastigós)
No havent-lo entès, la jove pregunta als policies:
- «Què ha dit ?»
- «Ha dit: que sou realment "dégueulasse"», responen
- «Què vol dir "dégueulasse"?», pregunta ella, mirant a la càmera.
I recordem que al començament de la pel·lícula, quan Michel demana diners a la seva amiga, ella li respon «ets fastigós.»

## Repartiment
- Jean-Paul Belmondo: Michel Poiccard/Laszlo Kovacs
- Jean Seberg: Patricia Franchini
- Daniel Boulanger: l'inspector Vital
- Michel Fabre: l'adjunt de Vital
- Henri-Jacques Huet: Antonio Berutti
- Antoine Flachot: Carl Zubert
- Van Doude: el periodista estatunidenc, amic de Patricia
- Claude Mansard: Claudius Mansard
- Liliane David: Liliane
- Jean-Pierre Melville: Parvulesco, l'escriptor entrevistat a Orly
- Roger Hanin: Carl Zombach
- Richard Balducci: Luis Tolmatchoff
- Jean-Louis Richard: un periodista
- Jean-Luc Godard:[3] el comprador de France-Soir, carrer de Berri
- Jean Domarchi: le pochard
- François Moreuil: el fotògraf
- René Bernard: un periodista a Orly
- André S. Labarthe: un periodista a Orly
- Jacques Siclier:: un periodista a Orly
- Jean Douchet: un vianant

## Música
Jean-Luc Godard, que no tenia idea precisa de la música de la pel·lícula, va demanar consell a Jean-Pierre Melville que li va proposar Martial Solal

## Rodatge
- El rodatge va tenir lloc del 17 d'agost al 15 de setembre de 1959 a Marsella i a París.[5] Les localitzacions parisenques inclouen els Camps Elisis, la Torre Eiffel, la Catedral de Notre-Dame, l'aeroport Charles de Gaulle, l'Hotel Les Rives de Notre-Dame, el bar Le Royale St. Germain i les oficines del New York Herald Tribune.[6]
- Raymond Cauchetier, fotògraf de plató, explica el rodatge:

| « | En principi, amb ell, tot era improvisat o gairebé. Es rodava als carrers, a les habitacions d'hotels, amb tot just algunes làmpades il·luminant el sostre, sense gravació directa. Godard escrivia els seus diàlegs sobre una taula de taverna, passava el seu text als actors durant les preses, i parava el rodatge quan ja no tenia idees. El deliri complet del cinema clàssic ! Però la Nouvelle vague estava naixent! Vaig trobar interessant d'afegir a les fotos tradicionals una mena de reportatge al voltant de la pel·lícula. Quan va veure les planxes, el productor es va mostrar molt descontent. «Què és aquest treball? No us pago per això!» Li vaig explicar que era un treball personal. «Bé», em va dir, «però vostè és farà càrrec de les despeses de laboratori.» La cosa va quedar allà. Ara bé, resulta que són sobretot aquestes fotos «fora de pel·lícula» les que al final van ser escollides per a la promoció del fil, i que continuen publicades arreu, quaranta anys més tard. | » |

- Raymond Cauchetier ha explicat que la famosa foto de Jean-Paul Belmondo i Jean Seberg deambulant sobre els Champs-élysées va ser presa al marge del rodatge:

| « | El que és bo per al cinema no ho és sempre per a la foto. Per a la seqüència dels Champs-Élysées, vaig preferir, i era una novetat, portar els actors lluny de la multitud, a l'avinguda, per reinterpretar l'escena. Només els professionals saben que aquesta foto, que ha fet la volta al món, no és una foto de la pel·lícula. | » |

## Homenatges

### En el cinema
- El 1983, la pel·lícula ha estat objecte d'un remake estatunidenc realitzat per Jim Mcbride, Sense alè (Breathless), en el qual el paper interpretat per Jean-Paul Belmondo era reprès per Richard Gere i el de Jean Seberg per Valérie Kaprisky.
- El 1995, el cineasta Gérard Courant ha realitzat Compression de À bout de souffle on ha reduït i ha comprimit la pel·lícula de Jean-Luc Godard en 3 minuts. A la pel·lícula de Gérard Courant, no falla un sol pla del de Jean-Luc Godard. Després de 2008, Gérard Courant ha procedit de manera inversa «descomprimint» Compression de À bout de souffle per retornar a la pel·lícula de Jean-Luc Godard la seva durada inicial.
- A la pel·lícula per a adolescents Ferris Bueller's Day Off, el principal del col·legi, Ed Roonney (Jeffrey Jones), reprèn la citació

| « | Entre la tristesa i el no-res, escullo la tristesa | » |

 comportant una mirada perplexa de Sloane Peterson (Mia Sara).

### Música
- Apareixen referències a la pel·lícula a l'àlbum Promenade de The Divine Comedy. When The Lights Go Out All Over Europe conté extractes de diàleg d' Al final de l'escapada i un dels personatges de la cançó declara:

| « | ...la meva missió esdevé eterna i mor | » |

, citant un passatge d' Al final de l'escapada. The Booklovers conté igualment la citació sobre: Coneixes William Faulkner?. Finalment, l'essència de l'última discussió entre Patricia i Michel descansant-se sobre l'absència d'amor feliç és igualment present.
- Es troba igualment un extracte sonor de la pel·lícula a l'àlbum White on Blonde del grup Texas.
- L'àlbum 33 tours d'Alex Beaupain, estrenada el 2008, conté una cançó titulada Sense alè que ret clarament homenatge a la pel·lícula.
- El 2009, la cantant Élisa Point i el cantant Fabrice Ravel-Chapuis han tret un àlbum Perdus corps et biens on hi ha una cançó en homenatge al final de  Al final de l'escapada  titulada Dégueulasse. És una cançó que fa referència a l'última paraula pronunciada per Jean Seberg després de la mort de Jean-Paul Belmondo. Gérard Courant va realitzar el clip d'aquesta cançó.
- El 2011, el grup australià de synthpunk The Death Set treu un àlbum titulat Michel Poiccard que conté la cançó Michel Poiccard Prefers The Old (She Yearns For The Devil).[9]

### Televisió
- Claude Ventura ha realitzat un documental per a la televisió sobre  Al final de l'escapada , titulat Cambra 12, Hotel de Suècia, en referència a l'habitació d'hotel (avui desapareguda) que apareix a la pel·lícula.
- Aquesta pel·lícula és igualment molt present en el tercer episodi de la primera temporada de la sèrie animada japonesa Ghost Ghost in the Shell: Stand Alone Complex. Els dos investigadors troben una bobina de la pel·lícula al pis del sospitós; entrant a casa seva després de la detenció, l'investigador troba la seva dona visionant l'última escena de la pel·lícula, i s'adona que el sospitós i l'androide (la cara del qual és bastant calcada del de l'actriu Jean Seberg) parlaven reprenent diàlegs de la pel·lícula, anant fins i tot fins a reinterpretar l'última escena davant els investigadors de la Secció 9.

## Premis i nominacions
Premis
- 1960: Os de Plata al millor director per Jean-Luc Godard[6]
- 1960: Premi Méliès[cal citació]
- 1960: Premi Jean-Vigo-Vigo[cal citació]

Nominacions
- 1960: Os d'Or[cal citació]
- 1962: BAFTA a la millor actriu estrangera per Jean Seberg[6]